# René Goulaine de Laudonnière
René Goulaine de Laudonnière (ca. 1529 - Saint-Germain-en-Laye, 1574) fue un oficial naval y navegante francés, recordado por haber participado en el intento francés de colonizar la Florida, en el sureste de los actuales Estados Unidos. Hugonote y oficial bajo el mando del almirante Gaspar de Coligny, acompañó como teniente a Jean Ribault que lideraba una expedición al Nuevo Mundo en 1562 que fundó el puesto de avanzada de Charlesfort, en Parris Island, en la actual Carolina del Sur. Un año más tarde, regresó de nuevo y tomó el mando de la colonia francesa de Fort Caroline, en lo que hoy es Jacksonville. Él y muchos de sus seguidores fueron derrotados en 1565, en represalia por algunos actos de piratería que habían llevado a cabo previamente algunos de los colonos, por Pedro Menéndez de Avilés que había desembarcado con una flota española en la que será la colonia de San Agustín. Todos los franceses fueron muertos salvo unos pocos, entre ellos Laudonnière que logró regresar a Francia. Con ese baño de sangre se acabó con el intento de colonización de los hugonotes de América.
René de Laudonnière provenía de una rama menor de los Goulaines, propietarios de la tierra y señorío de Laudonnière, antes Laudouinière en Vieillevigne, parroquia de las Marches avantagères à la Bretagne sur le Poitou.

## Primer viaje
Jean Ribault y su teniente, René de Goulaine de Laudonnière, salieron del puerto atlántico de Le Havre el 18 de febrero de 1562 al frente de una pequeña flota de dos barcos del rey que llevaba 150 colonos. Cruzaron el océano Atlántico y arribaron a América en la actual zona fronteriza entre Florida y Georgia, después de dos meses de navegación (1 de mayo). Bautizaron el país como Carolina en honor al rey Carlos IX de Francia, y establecieron un contacto pacífico con los nativos del «pays de Chicora» (las tribus potanos, saturiwas y tacatacuru). Exploraron la desembocadura de un gran río que llamaron «rivière May» (río Mayo, el actual río St. Johns, en la zona de Jacksonville, Florida), ya que ese fue el mes en que lo encontraron, y erigieron una columna de piedra reclamando el territorio para Francia. La flota de Ribault siguió en dirección al norte, cartografiando la costa y tomando nota de la desembocadura de varios ríos. Finalmente, llegaron al Port Royal Sound, en la actual Carolina del Sur, y Ribault eligió para establecer un asentamiento la costera isla Parris, una de las Sea Islands. Ribault supervisó el diseño de un pequeño fuerte, que fue nombrado Charlesfort, en honor del rey francés Carlos IX. Laudonnière exploró la región que se llamaría la Florida francesa y descubrió un gran lago, el lago Okeechobee, al que llamó Surruque  por el nombre de un pueblo de la nación Mayacas, durante su exploración del interior de las tierras.
Con la colonia de franceses instalada, la intención de Ribault era regresar a Francia para conseguir nuevos suministros para Charlesfort y volver antes de finales de ese mismo año. Ribault dejó 27 hombres, al mando de Albert de la Pierria, a cargo de la fortaleza, y luego partió con Laudonnière hacia Francia para reabastecerse. Cuando llegaron a Dieppe (20 de julio), sin embargo, descubrieron que las Guerras de Religión francesas se habían desatado entre la mayoría católica, apoyada por España, y los protestantes hugonotes, respaldados por Inglaterra. Ribault ayudó a los hugonotes en Dieppe, pero se vio obligado a huir a Inglaterra cuando cayó la ciudad. Mientras estaba en Inglaterra, se las arregló para obtener una audiencia con la reina Isabel I y organizó con algunos partidarios un plan para establecerse en América. A pesar de esa cordial bienvenida, fue pronto arrestado y detenido en la Torre de Londres como espía, ante el temor de que fuera un complot para robar sus navíos y utilizarlos en los esfuerzos de colonización francesa. Durante su estancia en Inglaterra, y probablemente mientras estaba en prisión, Ribault escribió un relato de la travesía, que sobrevive solo en la traducción al inglés.

## Segundo viaje
Laudonnière encabezó la segunda expedición, y el plan era que Ribault, ya liberado, le siguiera en la primavera de 1565 con refuerzos y provisiones frescas. Algunas de las provisiones provendrían del navegante y esclavista inglés John Hawkins, un cercano aliado de la reina Isabel I de Inglaterra. Esto encolerizó aún más a la Corona española cuando se enteró a través de sus espías, y relacionaron a los hugonotes con la piratería a la que Hawkins y otros británicos sometían a las naves españolas. La flota de cuatro barcos finalmente zarpó el 22 de abril de 1564 y arribó a la Florida dos meses después.
A la llegada a América Laudonnière encontró que Charlesfort, que había sido abandonado, había sido arrasado después por una incursión del capitán español Roja. Hizo construir entonces, 165 millas más al sur, una obra más grande, en las orillas del actual río St. Johns, en lo que hoy es Jacksonville, en la misma zona que ya habían explorado en el viaje anterior. Se bautizó el asentamiento como Fort Caroline (22 de junio de 1564).
Laudonnière envío de regreso a Francia a dos de sus cuatro barcos y decidió quedarse en el lugar. Su gestión de la colonia, sin embargo, fue desastrosa: interfirió torpemente en las disputas entre tribus rivales, divididas entre los partidarios del rey Saturiwa y sus rivales utina, una tribu india timucua localizada aguas arriba en el río, hacia el sur. Se vio hostigado por los nativos, que les robaron y que se negaron además a abastecerles. Tampoco pudo impedir que sus hombres, en su mayoría gentileshombres reacios al trabajo manual, se adentraran en la naturaleza en busca de hipotéticos tesoros y rapiñasen a los nativos.
Fort Caroline se sostuvo a sí misma hasta el siguiente año, pero Ribault se encontró atrapado en el recrudecimiento de la guerra en Francia y no pudo zarpar en la fecha señalada. Como resultado, la colonia experimentó una vez más escasez de alimentos y un deterioro de las condiciones de vida. Habiendo intercambiado su equipamiento con los nativos a cambio de comida, los franceses de la Carolina, escasos de elementos de trueque, se involucraron en la rapiña y al asesinato. En respuesta, el 27 de julio de 1565, los nativos atacaron la colonia, y los franceses se salvaron solo gracias a la intervención de la llegada de los esclavistas ingleses comandados por John Hawkins. Propusieron a Laudonnière repatriarlo, pero ante su negativa, aceptaron cederle uno de sus barcos y comida. Después de la partida de los ingleses, ante la agresividad de los nativos, Laudonnière fijó la salida de la colonia a finales de agosto de 1565.
Un barco que llegó de Francia para abastecer a la colonia le permitió deshacerse de los elementos perturbadores al mismo tiempo que recibió a carpinteros capaces de fortalecer las defensas del fuerte. Pero los díscolos corrompieron a una docena de marineros, se apoderaron de los dos barcos en la rada y salieron a asaltar a los galeones españoles. Laudonnière hizo construir entonces dos grandes botes, que cayeron en manos de una sesentena de amotinados infectados a su vez por el virus de la piratería. Los españoles se apoderaron de ellos, mataron a la mayoría de los franceses, aunque perdonaron sus vidas a un puñado de hombres para que desembarcaran en Carolina y dieran testimonio del destino de los piratas. Después de juzgarlos, Laudonnière hizo ejecutar a la mayoría de los sobrevivientes.
Ribault finalmente organizó su flota en el verano de 1565, partiendo de Dieppe el 22 de mayo de 1565 con 800 nuevos pobladores, marineros, soldados, artesanos y campesinos, y cinco buques (incluido Jacques Le Moyne de Morgues (ca 1533-1588), que había sido enviado por Carlos IX para actuar como cartógrafo y artista oficial de la expedición. A su regreso a Europa publicó un relato de la expedición en Fráncfort en 1591, titulado Brevis narratio eorum quae in Florida Americae provincia Gallis acciderunt, que muestra 42 mapas, representa a los habitantes de Florida y describe sus costumbres. Es considerado un importante archivo de la vida en ese período.)
Ribault llegó a la Florida el 14 de agosto, justo cuando un desesperado Laudonnière se preparaba para navegar de regreso a casa. Ribault rápidamente relevó a Laudonnière como gobernador y asumió el mando de Fort Caroline.

## El regreso de Ribault y el fin de la colonia
Pocos días después de la llegada de Ribault frente a las costas de Florida, una flota española al mando del propio Pedro Menéndez de Avilés fue avistada para entrar en combate contra los franceses. Las pésimas condiciones del mar impidieron que pudieran enfrentarse. Los franceses escaparon entrando en el río St. Johns. Ribault llevó a sus hombres a tierra, los atrincheró con cuidado, fue al encuentro de Landonnière y dejó en Fort Caroline a todos los individuos incapaces de portar armas. Relevó a Laudonnière, enfermo, como gobernador, asumió el mando de Fort Caroline y volvió a embarcarse para buscar al enemigo.
El almirante español ordenó a sus barcos navegar al sur, donde cerca de 800 soldados y colonos españoles desembarcaron el 28 de agosto de 1565. Los españoles fortificaron y excavaron el terreno en torno a una aldea india de los timucua, en lo que hoy es San Agustín, esperando un ataque de Ribault.
El 4 de septiembre, los barcos españoles se infiltraron entre los barcos franceses que, libres de sus hombres, levaron el ancla y desaparecieron en la noche. Los españoles intentaron perseguirlos, y después regresaron a San Agustín. El escuadrón francés regresó a Carolina (6 de septiembre) e informó a Ribault, que decidió atacar el fuerte español. El 10 de septiembre, Ribault llevó a su flota al sur para perseguir a la flota española y quedó atrapado por un huracán. Menéndez, sagazmente, comprendió que la mayoría de los hombres de armas franceses se habrían embarcado y abandonado Fuerte Carolina, por lo que ordenó a sus soldados de infantería que marcharan 40 millas al norte hasta el fuerte durante el huracán. Durante la marcha de tres días perdió a cien de sus quinientos soldados por enfermedades y deserciones. El 12 de septiembre, los españoles capturaban el asentamiento francés ligeramente defendido. A continuación, mataron a todos los franceses que encontraron con el argumento de que eran protestantes. Sólo se salvaron alrededor de 60 mujeres y niños. René Laudonnière y otras 40 personas escaparon de la ira de los españoles, y finalmente regresaron a Europa para contar su historia.
El mismo huracán que enmascaró el ataque de Menéndez a Fuerte Carolina destruyó totalmente la flota de Ribault, conduciéndolos hasta la playa, a muchas millas al sur del objetivo previsto. Apenas unos cientos de soldados y marineros llegaron vivos a tierra y, a continuación, caminaron desde cerca de la actual playa de Daytona hasta el actual Matanzas Inlet, a unos 14 km al sur de San Agustín. Los aislados marineros fueron localizados antes por Menéndez y una fuerte patrulla de las tropas españolas, probablemente de un centenar de hombres. Ribault se rindió, creyendo que sus hambrientos hombres serían alimentados y tratados decentemente. En lotes de diez, los franceses fueron conducidos a través de la parte continental, con las manos atadas a la espalda. Tras la explícita orden del rey Felipe II de España, se les preguntó a los prisioneros si se profesaban católicos: los que contestaban que no, eran conducidos detrás de una duna y eran pasados a cuchillo por los soldados españoles de Menéndez. Sólo un puñado de católicos, jóvenes músicos, e infantes del barco salvaron sus vidas. La misma rendición y ejecución en masa siguió a los pocos días con otro grupo menor de franceses. Esta vez, algunos de esos franceses, sospechando de sus enemigos, prefirieron ir al encuentro de los nativos americanos. En total, Ribault y unos 350 de sus oficiales y hombres perdieron la vida en las dos matanzas. El lugar en que se produjo ese suceso aún hoy lleva el nombre de Matanzas, en mención a las masacres. Menéndez había combatido brillante, pero horriblemente, llevando a cabo las órdenes de destruir la incursión francesa.
Laudonnière, el pintor Jacques Le Moyne de Morgues, el carpintero Nicolas Le Chailleux y algunos civiles lograron escapar por mar.  Solo Laudonnière y algunos de sus familiares lograron encontrar maneras de regresar a Francia. Con la rendición incondicional de la guarnición de los hugonotes —y aun así también pasada a  espada en su totalidad por orden de  Menéndez de Avilés—,  el intento de colonización de los hugonotes de América terminó en un baño de sangre.
Regresado a Francia, probablemente en diciembre de 1565 por Bristol y Londres, Laudonnière se mudó a La Rochelle como comerciante. Escapó a la Matanza de San Bartolomé y murió en Saint-Germain-en-Laye en 1574. Sus memorias, L'Histoire notable de la Floride, contenant les trois voyages faits en icelles par des capitaines et pilotes français [La Historia notable de la Florida, conteniendo los tres viajes realizados en icelles por capitanes y pilotos franceses], se publicaron en 1586.